# 蘇利文遊記
《蘇利文遊記》（英語：Sullivan's Travels）是一部1941年的美國喜劇電影，由Preston Sturges執導。劇情講述由喬爾·麥克雷所飾演的John L. Sullivan是一位導演，原本想拍一部反映社會現狀的嚴肅電影，但在取材的旅行後卻轉念改拍喜劇電影。本片也是維若妮卡·蕾克第一部擔任主角的電影。本片標題參考了格列佛遊記。

## 演員

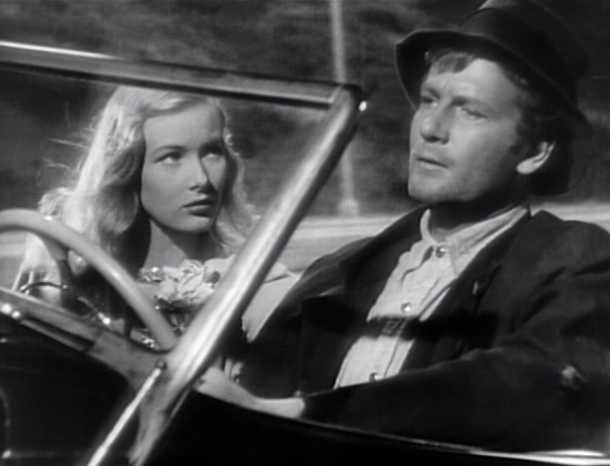
影片截圖

- 喬爾·麥克雷（英语：Joel McCrea） 飾 John L. Sullivan
- 維若妮卡·蕾克 飾 The Girl